# Samuil Vulcan
Samuil Vulcan, régebbi magyar forrásokban Vulkán Sámuel (Balázsfalva, 1758. augusztus 1. vagy 1760. október – Nagyvárad, 1839. december 25.) kanonok, majd Darabanth Ignác püspök utóda a nagyváradi görögkatolikus egyházmegye élén (1806-1839).

## Életpályája
Nagyváradon jelentkezett papnövendéknek, teológiai tanulmányait Bécsben végezte. I. Ferenc király nevezte ki püspökké 1806. október 25-én.
A görögkatolikus magyarságot is érintő esemény fűződik nevéhez. VII. Piusz pápa Pócsy Elek munkácsi püspök beleegyezésével 1823. június 3-án a szatmári főesperességet a Munkácsi Eparchiától a nagyváradihoz csatolta. Jelentős részén magyar hívek éltek. A nyíri esperesi kerület egyházközségeit 1827. augusztus 28-án visszacsatolták a munkácsi egyházmegyéhez, helyettük a váradi egyházmegye kilenc másikat kapott. Ezt az „Imposita personarum” kezdetű bullája szentesítette. Vulkán püspök 1829-ben ádáz harcot kezdett vívni, hogy a Munkácsi Görögkatolikus püspökség fennhatósága alól 72 román parókia visszatérhessen a nagyváradihoz.
1829-1830-ban támogatta az aradi román görögkeletieket, hogy a szerb püspök helyett román püspököt válasszanak. Az erdélyi román kultúra nagy támogatója volt: főleg a budai nyomdánál, de más helyeken is szorgalmazta a román nyelvű könyvek nyomtatását, köztük az Erdélyi Iskola által szerkesztett könyvekét is.
1828-ban megalapította a Belényesi Görögkatolikus Líceumot, melyben aztán több tízezer román fiatal tanulhatott. Ma az alapító püspök nevét viseli az intézmény. Ezt 1836-ra fő líceummá fejlesztette. Alapítványt hozott létre, és 75 000 forintot adományozott az iskola javára. 1938-ban Nicolae Iorga román író a püspököt „az egész román kultúra oktatójának” nevezte.
Befejezte a Szent Miklós székesegyház felépítését, de az 1836. június 21-én teljesen leégett. Élete végén 178 parókia és több mint 120 000 hívő volt egyházmegyéjében. I. Ferenc király valóságos tanácsossá nevezte ki.
1839. december 25-én halt meg Nagyváradon, és az Olaszi temetőben volt eltemetve. 1986-ban Monsenior Coriolan Tămâian titkos ordinárius exhumáltatta a többi görög pap földi maradványaival együtt (mivel szétverték vandálok ezt a temetőt) és a Rulikovsky Kázmér-temetőben temettette őket el.